# 1897 au théâtre
| Années du théâtre : 1894 - 1895 - 1896 - 1897 - 1898 - 1899 - 1900    |
| Décennies du théâtre : 1860 - 1870 - 1880 - 1890 - 1900 - 1910 - 1920 |

## Événements
- Fondation du Théâtre d'art de Moscou par Constantin Stanislavski et Vladimir Nemirovitch-Dantchenko

## Pièces de théâtre publiées
- Oncle Vania, d'Anton Tchekhov

## Pièces de théâtre représentées
- 13 janvier : Allez, messieurs ! pièce en 1 acte de Tristan Bernard, Paris, Théâtre de l'Odéon,
- 16 février : première de Le Chemineau, pièce en 5 actes de Jean Richepin, au Théâtre de l'Odéon
- 15 mai : Le Fardeau de la liberté, comédie en 1 acte de Tristan Bernard, Paris, Théâtre de l'Œuvre,
- 30 septembre : Blanchette, comédie en 3 actes d'E. Brieux au théâtre Antoine,
- 5 octobre : La Mort de Hoche, 5 actes en prose de Paul Déroulède, créée au Théâtre de la Porte-Saint-Martin
- 8 octobre : Les Trois Filles de Monsieur Dupont, comédie en 4 actesd'E. Brieux au théâtre du Gymnase
- 24 décembre : La Plus belle fille du monde, conte dialogué en vers libres de Paul Déroulède, Comédie-Française
- 28 décembre : première représentation, au théâtre de la Porte-Saint-Martin à Paris, de Cyrano de Bergerac, pièce d'Edmond Rostand qui deviendra une des plus populaires du théâtre français.

## Récompenses

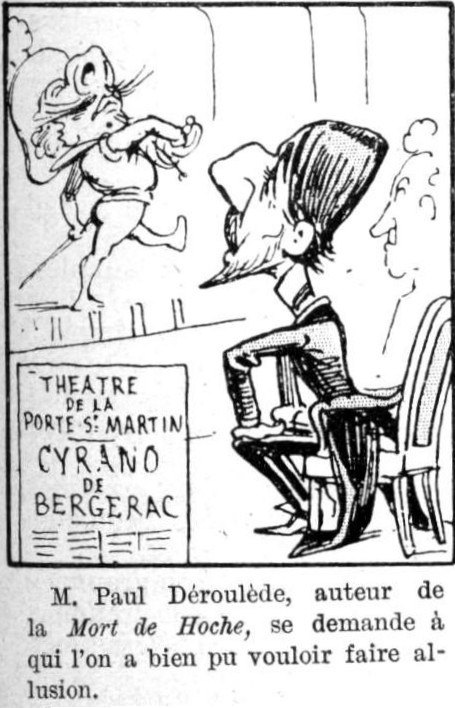

## Naissances
- 4 avril : Pierre Fresnay